# انجمن بین سیاره‌ای بریتانیا
انجمن بین سیاره‌ای بریتانیا که در سال ۱۹۳۳ (میلادی) در لیورپول توسط فیلیپ ای. کلیتور پایه‌گذاری شده، قدیمی‌ترین سازمان طرفداری از فضا در جهان است. آرمان این انجمن، پشتیبانی و پیشرفت در کیهان‌نوردی و فضانوردی است.

## ساختار
انجمن بین سیاره‌ای بریتانیا یک سازمان ناسودبر است که ستاد آن در لندن قرار دارد. بودجه آن توسط اعضای آن تامین می‌شود.

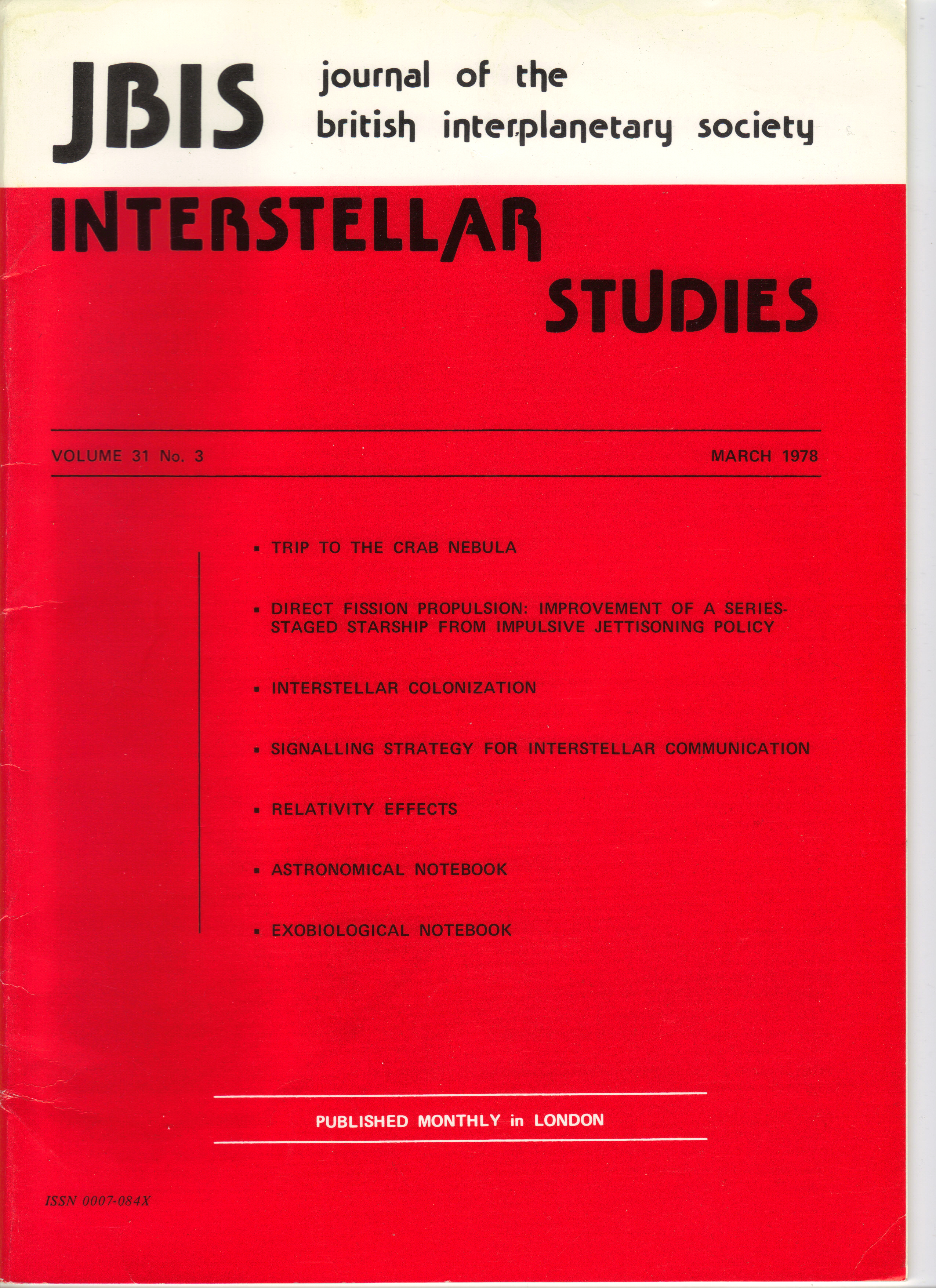
جلد ژورنال انجمن بین سیاره‌ای بریتانیا در مارس ۱۹۷۸

## تاریخچه
انجمن بین سیاره‌ای بریتانیا پیش از انجمن راکت آمریکا (بنیان‌گذاری در سال ۱۹۳۰)، انجمن سفر فضایی آلمان، و گروه‌های پژوهش موشکی اتحاد جماهیر شوروی سوسیالیستی پدید آمد. اما برعکس این انجمن‌ها هرگز به شکل یک سازمان صنعتی ملی درنیامد.

### پیدایش
انجمن بین سیاره‌ای بریتانیا در ژانویه ۱۹۳۳ پدید آمد و هدف آن نه تنها پیشرفت و بهبود چهره عمومی فضانوردی بود بلکه آزمایش‌های علمی موشکی را درست مانند سازمان‌های بالاسری خود انجام می‌داد. اگرچه در سال ۱۹۳۶ (میلادی) دریافت که انجام این آزمایش‌ها بر پایه لایحه مواد منفجره ۱۸۷۵ ممکن نیست. زیرا این لایحه از استفاده شخصی موشک با سوخت مایع در بریتانیا جلوگیری می‌کرد.

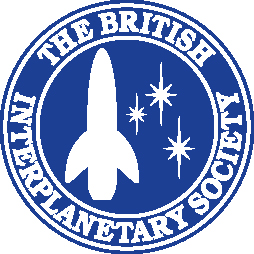
نشان‌واره انجمن بین سیاره‌ای بریتانیا

## پیشنهاد برنامه‌های فضایی

### ماه
در اواخر دهه ۱۹۳۰ (میلادی) برنامه‌ای را برای پیاده‌کردن مردم بر روی ماه با راکت چندمرحله‌ای طراحی کرد. در هر مرحله از چندین موشک سوخت جامد بلند و باریک استفاده می‌شد. ماه‌نشین آنها یا مانند ژله سفت یا مانند ماه‌نشین آپولو بود. قرار بود که کابین آنها بچرخد تا بر اثر نیروی گریز از مرکز، گرانش ایجاد کند. یکی از اعضای انجمن به نام رالف اِی. اسمیت نخستین وسیله را برای پرواز فضایی انسان ساخت و آنرا Coelostat نامید که سازوکار ناوبری آن امکان دید ثابت بدون چرخش را می‌داد. نام رالف اسمیت و هری راس با طراحان این اختراع، به عنوان نخستین رویاپردازان هوافضا ثبت شده است. همچنین گفته می‌شود کتاب اکتشاف ماه نوشته آرتور سی. کلارک و تالیف و مصور شده توسط رالف اسمیت که در ۱۹۴۷ (میلادی) الهام‌بخش جان اف. کندی و استنلی کوبریک بود.

### پرواز زیر مداری
در دهه ۱۹۴۰ (میلادی) انجمن بین سیاره‌ای بریتانیا برای پرواز زیر مداری با موشک وی-۲ تبدیل‌شده به مِگاموشک برنامه‌ریزی کرده بود.

### نزدیک‌ترین ستاره‌ها
در ۱۹۷۸ (میلادی) انجمن بین سیاره‌ای بریتانیا ساخت ستاره‌پیما را در پروژه دادلوس بررسی کرد که بررسی امکان‌پذیری جزئی‌بینانه‌ای برای ماموریت پرواز بین ستاره‌ای بدون سرنشین ساده برای سفر به ستاره بارنارد بود. این برنامه از فناوری روز استفاده می‌کرد و راه حل منطقی برای اکتشاف‌ها در آینده نزدیک بود. دادلوس از قرص راکت همجوشی هسته‌ای استفاده می‌کرد تا به ٪۱۲ سرعت نور برسد.

### بهرام
آخرین بررسی در برنامه‌های پرواز فضایی، گزارش پروژه بوریاس بود. قرار بود بوریاس یک ایستگاه انسانی در قطب شمال بهرام باشد. این گزارش در مراسم جایزه آرتور سی. کلارک در سال ۲۰۰۷ (میلادی) در بخش بهترین پیشنهاد، یکی از نامزدهای جایزه بود.

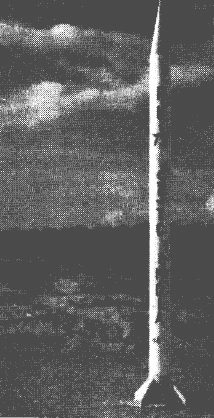
نمایی از موشک RH-75 چاپ شده در ژورنال انجمن بین سیاره‌ای بریتانیا ژوئیه ۱۹۶۸

## انتشارات
در سال ۲۰۰۸ (میلادی) انجمن بین سیاره‌ای بریتانیا کتاب بین سیاره‌ای را منتشر کرد که تاریخچه انجمن تا آن هنگام بود.
انجمن بین سیاره‌ای بریتانیا ژورنال علمی به نام ژورنال انجمن بین سیاره‌ای بریتانیا و مجله پرواز فضایی را منتشر می‌کند.

## جایزه‌ها
ریاست نویسنده علمی، آرتور سی. کلارک بر انجمن بین سیاره‌ای بریتانیا زبانزد است. انجمن، نخستین جایزه ویژه خود را به نام جایزه آرتور سی. کلارک در سال ۲۰۰۵ (میلادی) داد. این جایزه به درخواست خود آرتور کلارک و با گروه داوری مستقل داده می‌شود. در سال ۲۰۰۸ (میلادی) ژورنال انجمن بین سیاره‌ای بریتانیا به نام پرواز فضایی که توسط کلایو سیمپسون ویرایش شده بود برنده جایزه بهترین گرازش فضایی شد.
چارلز چیلتون پیش از نویسندگی و تهیه‌کنندگی سه‌گانه علمی–تخیلی محبوب رادیو به نام سفر به فضا به انجمن بین سیاره‌ای بریتانیا پیوسته بود.